# 阿旺仁青
阿旺仁青（1984年2月26日—），男，藏族，西藏拉萨人，中国影视演员，西藏话剧团演员。2013年获第15届中国电影华表奖优秀新人。